# Хадисе
Хадисе Ачикгез (Мол, 22. октобар 1985) је белгијско-турска певачица, текстописац, плесачица и телевизијска личност. Рођена и одрасла у Белгији, њена породица је лезгинско - кумичког порекла који су се настанили у Сивасу у Турској . Године 2003. учествовала је у белгијском певачком такмичењу Идоол 2003, али је стекла славу након што је објавила свој деби албум Зној 2005. године. Албум је изнедрио 5 синглова и Хадисе је донео и награду ТМФ (Белгија) и награду Златни лептир (Турска). Хадисе је одржала успешну каријеру у Белгији и Турској издавањем свог истоименог албума Хадисе (2008). Албум, који укључује енглеске и турске песме, садржи сингл " Дели Оглан " који је постао хит број један у Турској.
Хадисе је 2009. представљала Турску на Песми Евровизије са песмом „ Дум Тек Тек “. Песма је освојила укупно 177 поена, чиме је Турска била четврта у финалној рунди такмичења. „Дум Тек Тек“ је донео Хадисе њен први сингл број један у Белгији, а након тога су издали њени студијски албуми Брзи живот, (2009) и Кахраман (2009). Сингл " Евленмелиииз " из Кахрамана био је међу десет најбољих хитова на у Турској. Од тада се фокусирала на своју каријеру у Турској објављивањем својих албума Аск Кац Беден Гииер? (2011), Тавсиие (2014) и Шампион (2017).
Поред својих музичких достигнућа, Хадисе је водила и белгијску верзију Икс Фактора  и била је судија у емисији Глас Турске од 2011.

## Младост
Хадисе Ачикгез је рођена у граду Мол, који се налази у близини града Антверпена, 22. октобра 1985. Њена мајка Гулнихал је Кумик, а њен отац, Хасан Ачикгез је Лезгин.
Са 18 година и уз подршку породице Хадисе је учествовала у првој сезони емисије Идоол, фламанске верзије серије Поп Идол. Није успела да се пласира у финале, међутим њен будући менаџер Јохан Хендрикс је контактирао Хадисе објашњавајући колико је импресиониран њеним наступом у емисији и понудио јој уговор о албуму.

## Музичка каријера

### 2004–08:ЗнојиХадисе
Иако за сингл није снимљен музички спот, песма је успела да достигне 19. место на Ултратоп 50 листи синглова. Касније је објавила сингл „Стир Ме Уп“ који је стекао популарност и у Белгији, а посебно у Турској, где је песма постала велики хит у лето 2006. Годину дана након што је објавила свој дебитантски сингл, у новембру 2005, објављен је њен први студијски албум Зној са отприлике половином песама које је написала сама Хадисе.
Други албум је сниман у неколико земаља, укључујући Белгију, Француску, Турску и Италију. Главни сингл, „А Гуд Кис“, објављен је у септембру 2007. Ово је постао њен шести узастопни сингл на белгијском "Ултратоп 50". Песма је такође била успешна у Турској, где је постала њен први сингл који се нашао на „Турској Билборд листи“. Песму је касније на турски превео Сезен Аксу као „Дели Оглан“, и постала је једна од најслушанијих песама у клубовима у лето 2008.
Хадисе је објавила у Белгији сингл "Мај Бади", који је био њен најпродаванији сингл у Белгији (до објављивања "Дум Тек Тек"). Такође, песма "Мај Бади" постала је популарна у балканским земљама и почела је да се емитује на плејлисти бугарске ТВ Балканика.
Албум Хадисе, који је објављен у јуну 2008. године, постао је најуспешнији албум у досадашњој каријери Хадисе, јер је то био први албум који је са 19 година ушао на листу албума у Белгији.
У августу 2008. номинована је за најбољу турску глумицу на МТВ европским музичким наградама, али је изгубила од Емреа Ајдина.

### 2009–10: Песма Евровизије,Брзи животиКахраман
Хадисе је 2007. године изјавила да никада неће учествовати на Песми Евровизије након што њена најбоља пријатељица Кејт Рајан, која је представљала Белгију, није успела да се квалификује у последњу рунду такмичења. Годину дана касније, 2008, Хадисе је изразила жељу да учествује на такмичењу представљајући Турску уместо Белгије. Белгијски емитери су је два пута замолили да представља Белгију, али је сваки пут одбила понуду. Она је белгијским новинама рекла да жели да представља Турску уместо Белгије јер је већ освојила многе белгијске награде, а такође и зато што Евровизија више није била популарна у Белгији, док је била у Турској. Она је такође рекла да више воли да представља Турску јер је то била интерна селекција, а не јавно гласање.
Дана 24. октобра 2008. Ибрахим Сахин, генерални директор турског емитера ТРТ, објавио је да је Хадисе победила у званичној анкети победивши људе попут Шебнема Фераха да представљају Турску као учесника 2009. на 54. такмичењу за песму Евровизије .
Откривено је да је Хадисе имала потпуну контролу над продукцијом песме и била је задужена за одлучивање о аутору текста, композитору, продуценту и језику песме. За промоцију песме путовала је у земље попут Грчке, Малте, Румуније, Босне и Херцеговине и Бугарске. Хадисе је 16. маја 2009. извела „Дум Тек Тек“ у руској престоници Москви и добила бодове из Азербејџана, Белгије, Уједињеног Краљевства, Француске, Швајцарске и Македоније. Турска је са укупно 177 бодова освојила четврто место иза Норвешке, Исланда и Азербејџана.
Хадисе је тада почела да ради на свом трећем студијском албуму, под називом Брзи Живот, који је први пут открила на својој званичној МиСпаце страници, током припрема за Песму Евровизије. Албум је објављен 15. маја 2009, дан пре финала Евровизије . Ово је био њен први албум који је садржао све енглеске песме. На њој се налазила њена песма на Евровизији „Дум Тек Тек“ заједно са две друге песме које је написала за ТРТ да би учествовала на такмичењу за Песму Евровизије. То су били "Двоструки живот" и "Натприродна љубав". „Дум Тек Тек“ је постао Хадисеин први сингл број један у Белгији. Албум је постао број 1 на музичким листама Индонезије и рангиран на 16. месту на музичким листама Белгије.
Нешто више од месец дана након објављивања Брзи Живот, Хадисе је званично објавила свој први албум на турском језику, под називом Кахраман, 19. јуна 2009. Поново је сарађивала са продуцентом Синаном Акчилом, продуцентом њене песме за Евровизију "Дум Тек Тек" Волгом Тамозом, а Ердем Кинај је такође помогао у раду на неким песмама. Према статистичким резултатима објављеним крајем 2009. Хадисе је била најпопуларнија славна личност године.

### 2011–13:Аск Кац Беден Гииер?
Након успешне турнеје, Хадисе је почела да ради на свом другом турском албуму, Аск Кац Беден Гииер? . Албум је продуцирао Сеихан Музик и објављен 11. априла 2011. Убрзо је постао велики успех и продат је у више од 35.000 примерака у Турској. Као денс-поп албум, Аск Кац Беден Гииер? добио је помешане критике од критичара, при чему су га неки сматрали превише уобичајеним, а други су га хвалили због високих стандарда у категорији турске поп музике.  Две следеће песме, "Аск Кац Беден Гииер?" и "Месајıмı Алмıстıр О", такође су објављени са засебним музичким спотовима. Након објављивања албума, Хадисе је изабрана за главног извођача на 38. додели награда Златни лептир .
Хадисе је 11. јуна 2012. објавила сингл под називом „Биз Бурдаиıз“. Поред званичне верзије, објављена је и ремикс верзија песме "Биз Бурдаиıз", са енглеским вокалом репера Каана. Касније је објавила још један сингл под називом "Висал", који је у дабстеп жанру.

### 2014 – данас:ТавсијеиШампион
У јануару 2014, Хадисе је изјавила да ће њена старија сестра, Хуља Ачикгоз, режирати њене предстојеће и наредне музичке спотове. Њен шести студијски албум, Тавсије (енглески: Савет), продуцирао је Пасај Музик и објављен у августу 2014. Албум је на крају продат у 16.000 примерака у Турској. На питање о наслову албума Хадисе је рекла да има песму са истим насловом и да сматра да збирка песама на албуму садржи савете за жене, па је одабрала овај наслов. Дебитантски сингл са албума је потврђен као "Нердесин Аскıм".
Хадисеин седми студијски албум, Шампион, објављен је у јуну 2017. Песма "Сıфıр Толеранс" се попела на прву позицију на званичној листи МусицТопТР. Његов музички спот је касније Врховни савет Радио-телевизије описао као еротски и због тога су канали који су га емитовали кажњени. Хадисе, која је ову одлуку описала као чин патријархата и сексизма, прокоментарисала је ово питање рекавши: „Наши уметници су имали бројне сцене са глумицама/манекенкама и оне уопште не спадају у категорију 'еротске'. Као жена, морам ли да се покорим овоме? Не. 'Он је мушкарац па ради шта хоће, она је жена па ћути' Борићу се са овим начином размишљања до краја." 
Хадисе, која је постала заштитно лице Фантиних реклама у Турској 2019, је објавила сингл који је продуцирала компанија у августу 2019.
У јуну 2021, Хадисе је објавила сингл "Хаи Хаи", који је написао и компоновао Ерсаи Унер . Музички спот за песму инспирисан је смрћу Евелин Мекхејл, која је извршила самоубиство скочивши са осматрачнице на 86. спрату Емпајер стејт билдинга.

## Телевизијска каријера
2006. Хадисе је водила Попстар Туркиие (турска верзија Попстарс). Била је то њена прва водитељска улога у Турској. Од 2008. до 2009. године први пут се запослила као водитељка у Белгији. Била је водитељка друге сезоне белгијског Икс Фактора на ВТМ-у. Иако је то био њен први телевизијски посао у Белгији, Хадисе је побрала многе похвале.

### Филантропија
У септембру 2009. Хадисе је донирала своје време за подршку кампањи „Школе без малтретирања“ у Белгији. Током конференције за новинаре коју је одржала организација, Хадисе је објаснила како је као дете "била малтретирана због одеће", па чак и "због порекла".

### Глума
Хадисе је одбила две понуде да глуми у филму. Једна од улога била је и главна улога у турском филму. О овом филму се не зна много, осим чињенице да се филм наводно фокусирао на две сестре, од којих је једну требало да игра Хадисе. У јулу 2008, Хадисе је поново понуђена улога у турској комедији.

## Дискографија
- 2005: Зној
- 2008: Хадисе
- 2009: Брзи живот
- 2009: Кахраман
- 2011: Аск Кац Беден Гииер?
- 2014: Тавсије
- 2017: Шампион
- 2021: Ашка Капандıм